# Право на породични живот
Право на породични живот је слобода сваког појединаца да се његов утврђени породични живот поштује и да има и одржава породичне везе. Ово право дефинисано је у разним споразумима и конвенцијама о људским правима као што су: члан 16. Универзалне декларације о људским правима, члан 23. Међународног пакта о грађанским и политичким правима и члан. 8 Европске конвенције о људским правима.